# Park Ji-hyo
Park Ji-hyo (coreà: 박지효)  (Guri, 1 de febrer de 1997) és una cantant, actriu, ballarina, model i MC coreana. Jihyo és la líder del grup femení de K-pop TWICE format el 2015 per JYP Entertainment.

## Etapa infantil
Jihyo va néixer el 1997 a Gyeonggi, República de Corea.